# Charles Longuet
Charles Longuet (1839-1903) là nhà báo người Pháp. Ông là một trong những chiến sĩ của công xã Paris. Ông là con rể của Karl Marx. Con trai ông là Jean Longuet cũng là một chiến sĩ của cách mạng vô sản.